# Nicole Lauwaert
Nicole Lauwaert (Mechelen, 29 juni 1950) is een Vlaamse actrice.
Haar bekendste rol is die van Valerie in Slisse & Cesar (1996-1999), een tv-reeks op VTM. Ze speelde een van de hoofdrollen en heeft gedurende heel de serie meegespeeld als de poetsvrouw van het gezin Slisse.
Ze speelde ook een gastrol in Aspe (Alice Stoops, 2009). Ze acteerde ook voor het gezelschap Noordteater in Antwerpen.